# Tiotimolina
La Tiotimolina es un compuesto químico ficticio concebido por el autor de ciencia ficción Isaac Asimov, descrito en un cuento, redactado a la manera de los artículos científicos y como crítica al estilo ampuloso de no pocos de tales artículos, titulado Las propiedades endocrónicas de la Tiotimolina resublimada, publicado en la revista Astounding Science Fiction en 1948.
Pensado en parte como una broma, constituye uno de los relatos cortos más llamativos del autor y un clásico del género.

## El trasfondo
La historia de la génesis de esta burla era una de las anécdotas personales favoritas de Asimov, que contaba una y otra vez. En la primavera de 1947, Asimov estaba inmerso en la consecución de su doctorado en bioquímica, parte del cual conllevaba la necesidad de efectuar ciertos experimentos de laboratorio, y, entre ellos, necesitaba disolver un compuesto llamado Pirocatecol en agua. Observó que los cristales de este compuesto se disolvían casi nada más tocar el agua y pensó que, si el Pirocatecol fuera más soluble, se disolvería antes de tocarla.

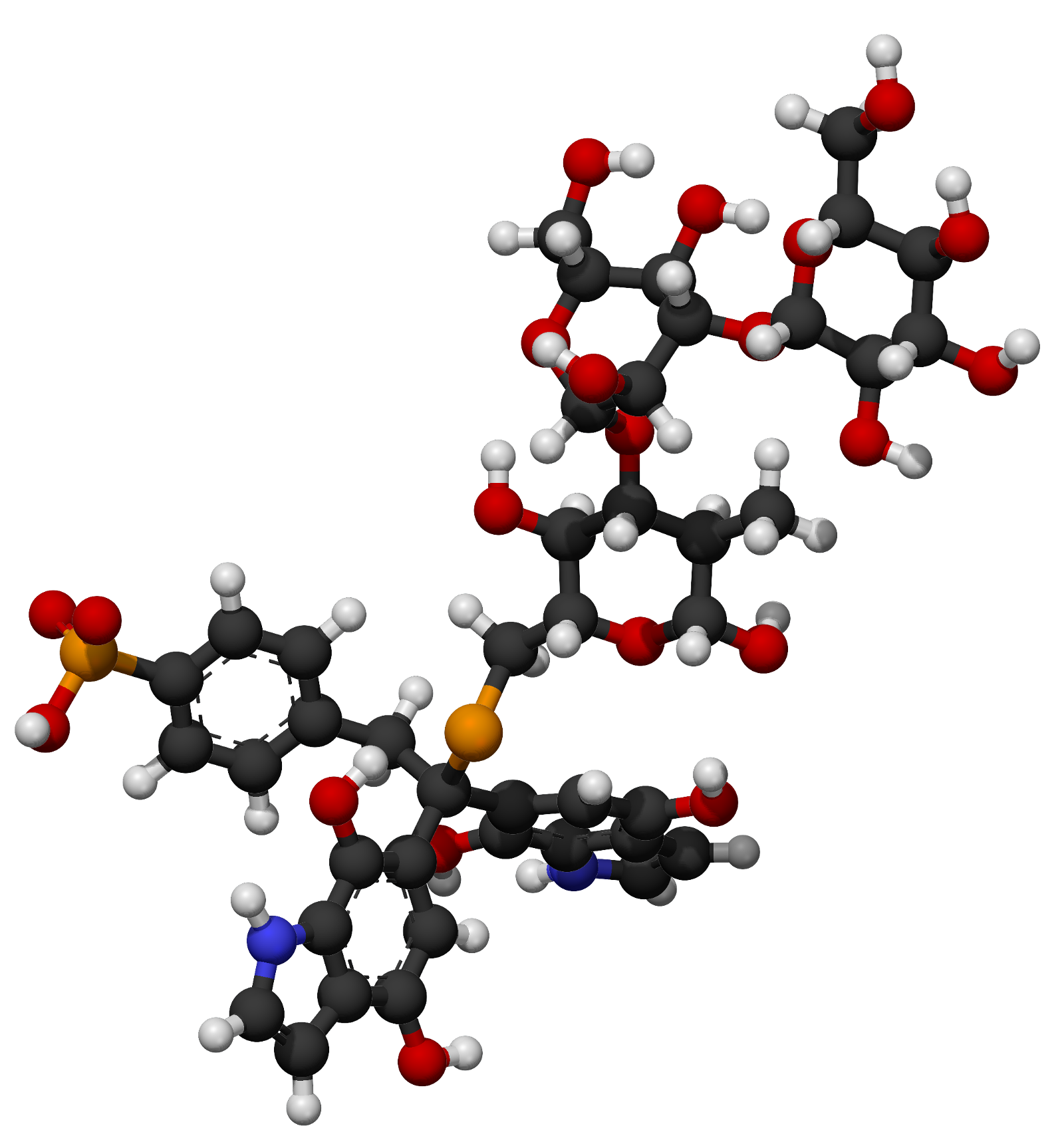
Posible estructura 3D de la molécula, según la descripción dada por el autor.

Por entonces, Asimov ya llevaba unos nueve años escribiendo cuentos de ciencia ficción profesionalmente, y se le ocurrió escribir la anterior reflexión como si fuera parte de su tesis doctoral. Sin embargo, temía que la experiencia de escribir una prosa legible para su publicación pudiera perjudicar su capacidad de escribir un discurso más académico, y decidió practicar con un artículo de broma, que incluía esquemas, gráficos, tablas, e incluso citas a artículos inventados de revistas inexistentes. En el artículo describía sus experimentos con un compuesto químico, la tiotimolina, que se disolvía en agua 1.12 segundos antes de que el agua le fuera añadida. He aquí sus propias palabras al respecto: "En junio de 1947 había trabajado ya en mis investigaciones para el doctorado con una entrega total (ya no trabajaba en la pastelería; mi hermano menor, Stanley, me había sustituido) casi un año entero. Estaba en la fase de trabajo personal y empezaba a pensar en escribir la tesina. Lo cual más bien me daba miedo, porque estas disertaciones parecen reclamar un estilo ampuloso en extremo, y yo llevaba ya nueve años procurando escribir bien, por lo cual temía que, simplemente, no sería capaz de hacerlo lo bastante mal como para que me concedieran el diploma". Nótese la fina ironía de Asimov en estas palabras, amén de las siguientes: "Realicé esta tarea -la redacción de Tiotimolina- el 8 de junio de 1947, y hasta le di a mi narración el título largo y enrevesado que los documentos de investigación científica suelen tener tan frecuentemente (...) y lo acompañé de tablas, gráficos y pretendidas referencias a periódicos inexistentes".
Asimov había escrito el artículo el 8 de junio de 1947, pero no estaba seguro de que fuera publicable. Finalmente, se decidió a ofrecérselo a John W. Campbell, el editor de la revista Astounding, que era, a la sazón, la revista preferida de Asimov para publicar sus relatos. A Campbell le pareció muy bueno, y decidió publicarlo, pero bajo seudónimo, ya que Asimov temía que el cuento en sí pudiera tener una mala influencia ante la proximidad del examen para el doctorado al que se iba a presentar en la Universidad de Columbia.
Cuál no sería, pues, la sorpresa de Asimov cuando en el número de marzo de 1948 el artículo se publicaba bajo su verdadero nombre. Campbell insistiría hasta muchos años después que se trató de un error, pero Asimov tenía la sospecha de que éste había actuado deliberadamente. Sin embargo, y en palabras del propio Asimov, "el Departamento de Química de la Universidad de Columbia demostró ser muchos menos estirado de lo que yo había temido" y su tribunal de examen le dio el veredicto favorable a su tesis, no sin antes hacerle una pregunta final acerca de sus experimentos con la tiotimolina.
En su novela Opus 100 (1969) Asimov llamó al artículo de la tiotimolina "un éxito completo", e hizo notar que la Biblioteca Pública de Nueva York "fue fastidiada durante días por jóvenes impacientes que trataban de encontrar las inexistentes publicaciones de las que se habían sacado las citas inventadas”.

## Propiedades químicas

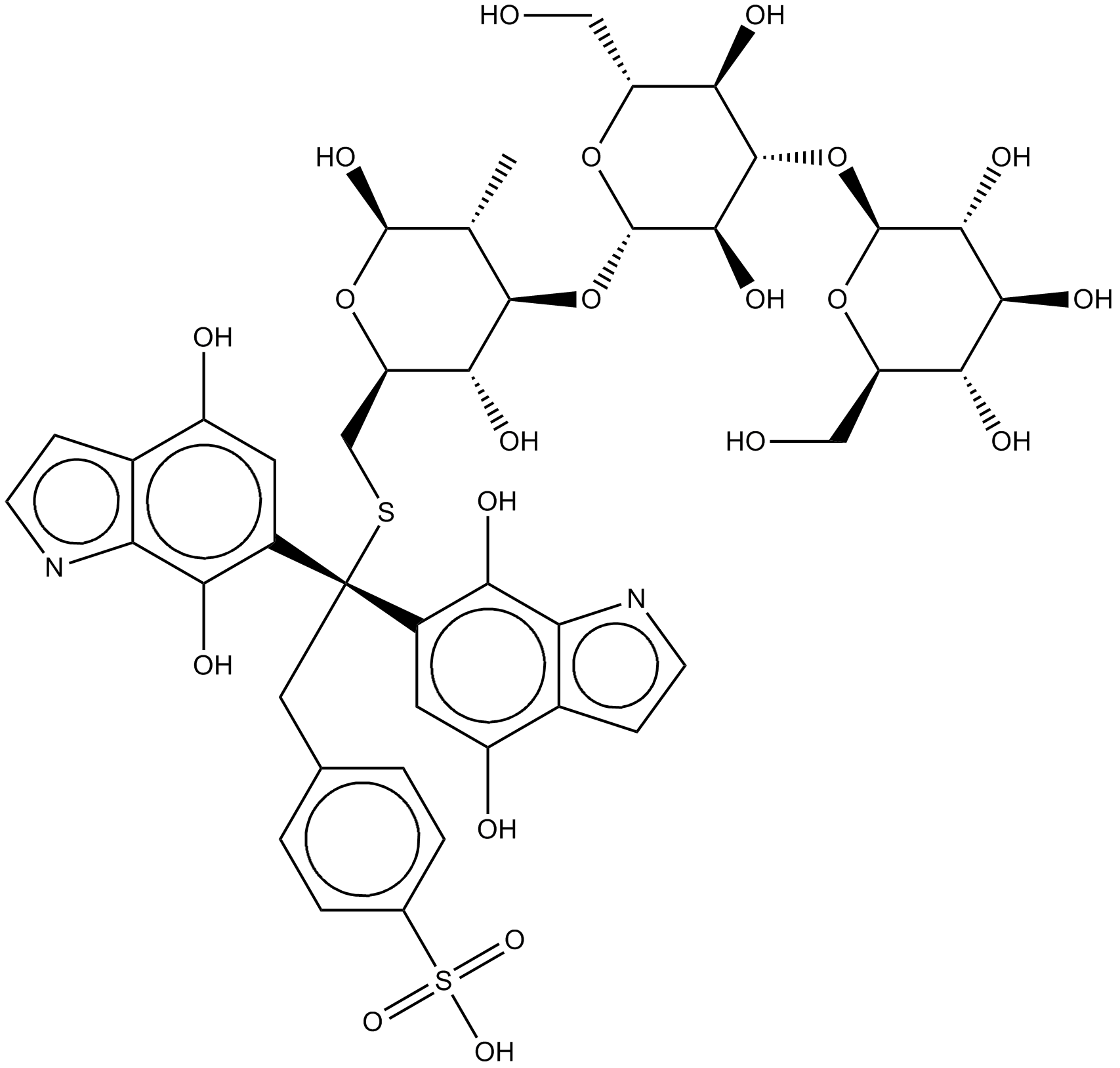
Una posible estructura para la tiotimolina, según la descripción de Asimov. Este compuesto, claro está, no mostraría la propiedad descrita por el autor en caso de sintetizarse.

Según el artículo de Asimov, la Tiotimolina es notable por el hecho de que, cuando se disuelve en agua, se disuelve antes de que el agua la toque. Esto se explica porque la molécula de tiotimolina posee al menos un átomo de carbono, dos de cuyos cuatro enlaces químicos permanecen en el espacio-tiempo normal, mientras que los dos restantes se proyectan uno al pasado y otro al futuro.
La tiotimolina se obtendría de la corteza del arbusto Rosacea karlsbadensis rufo, y sería un compuesto orgánico del que se desconoce su naturaleza exacta, aunque se sabría que tiene un núcleo hidrocarbonado de radicales hidrófilos, conteniendo al menos cuatro grupos hidroxilo (-OH), dos grupos amino (-NH2) y uno de ácido sulfónico (-SO3H). No se ha podido descubrir a ciencia cierta si contiene, además, un radical nitrosilo (—NO2) y todavía no existe ninguna prueba relativa a la naturaleza del núcleo hidrocarbonado, aunque parece segura la presencia de una estructura al menos parcialmente aromática. La principal característica de este compuesto es su disolución en agua (en la proporción de un gramo por mil) en un tiempo de menos un segundo doce centésimas, es decir, se disuelve 1,12 segundos antes de que se le haya añadido el agua, única y exclusivamente si se sabe de antemano que el agua va a ser vertida con posterioridad a la disolución.

## El informe Asimov
En el "informe" de Asimov se describe un aparato para detectar el tiempo de disolución de la tiotimolina, además de que se informa que se han dedicado numerosos artículos a las extraordinarias propiedades endocrónicas de la tiotimolina resublimada; entre ellos destacan los siguientes:
1. P. Krum y L. Eshkin. Journal of Chemical Solubilities, 27, 109-114 (1944). «Referente a la solubilidad anómala de la tiotimolina.»
2. E. J. Feinshreiber y Y. Hravlek. Journal of Chemical Solubilities, 22, 57-68 (1939). «Velocidades de disolución y grupos hidrófilos.»
3. P. Krum, L. Eshkin y O. Nile. Annals of Synthetic Chemistry, 115. 1.122-1.145; 1.208-1215 (1945). «Estructura de la tiotimolina, Partes I y II.»
4. G. H. Freudler. Journal of Psychochemistry, 2, 476-488 (1945). «Iniciativa y determinación: ¿influye en ellas la dieta? Según los experimentos de solubilidad de la tiotimolina.»
5. E. Harley-Short. Philosophical Proceedings and Reviews, 15, 125-197 (1946). «Determinismo y libre albedrío. Aplicación de la solubilidad de la tiotimolina al marxismo dialéctico.»
6. P. Krum. Journal of Chemical Solubilities, 29, 818-819 (1946). «Un dispositivo para la medición cuantitativa de la velocidad de disolución de la tiotimolina.»
7. A. Roundin, B. Lev y Y. J. Prutt. Proceedings of the Society of Plant Chemistry, 80, 11-18 (1930). «Productos naturales aislados de arbustos del género Rosacea.»
8. Tiotimolin kak Ispitatel Markssiiskoy dilektiki. B. Kreschiatika. Journal Nauki i Sovetskoy Ticorii. Volumen 11, número 3.
9. Philossophia Neopredelennosti i Tiotimolin, Molvinski Pogost i Z. Brikalo. Mir i Kultura. Vol. 2, núm. 31.
10. Isaac Asimov, Astounding Stories, 8 de junio de 1947. Las propiedades endocrónicas de la tiotimolina resublimada.

Por supuesto, toda esta bibliografía (a excepción de la número 10) es falsa y Asimov la inventó única y exclusivamente para el informe y para dar visos de pretendida verosimilitud científica al mismo.

## Consecuencias del informe
Isaac Asimov escribió el artículo (bajo seudónimo) como un entretenimiento para los lectores de la revista Astounding, con la aprobación del editor John Campbell. Éste publicó el artículo con el nombre correcto de Asimov, lo que despertó inquietudes en el joven doctorando, que, por aquel entonces, se preparaba para defender su tesis en la Universidad. Lo sorprendente de este supuesto artículo es el hecho de que muchos lectores realmente buscaron la falsa bibliografía en las bibliotecas públicas. Es más, durante el examen doctoral de Asimov en la Universidad de Columbia, los doctores que lo examinaban lo cuestionaron ("con una sonrisita", según Asimov) sobre la tiotimolina: "Señor Asimov, cuéntenos algo de las propiedades termodinámicas del compuesto tiotimolina", ante lo cual Asimov se echó a reír "de puro alivio". Naturalmente, Asimov se doctoró.
Así mismo, la tiotimolina tuvo un impacto que fue más allá del ámbito de la ciencia ficción, pues, como narra el propio Asimov: "Aunque Tiotimolina apareció en Astounding, como todos los relatos que escribí por aquellas fechas, circuló mucho fuera del mundo habitual de la ciencia ficción. Mediante la propia revista, por reimpresiones en periódicos poco importantes, por copias ilegales mimeografiadas, o incluso por conducto oral, pasó de un químico a otro. Gente que no me conocía en absoluto como escritor de ciencia ficción se enteró de la tiotimolina. Fue la primera vez que mi fama traspasó los límites de mi campo". Como puede verse, tal relato de Asimov constituyó un verdadero fenómeno cultural, máxime que, en relatos posteriores de su autor, él retomó la tiotimolina para otros asuntos, incluido el viaje en el tiempo gracias a las propiedades endocrónicas de la sustancia de marras, como son los relatos de Asimov que llevan por título Las aplicaciones micro-psiquiátricas de la tiotimolina, del año 1953, La tiotimolina y la era espacial, que vio la luz en 1960, y Tiotimolina para las estrellas, publicado en 1972.
En síntesis, con Tiotimolina, Isaac Asimov les dio una lección memorable a los científicos hace más de seis décadas, lección que permanece incólume y enhiesta, esto es: (1) es menester tener mucho cuidado con la lectura de los artículos científicos y técnicos; y (2) no hay que dejarse seducir por los nombres de sus autores. Esto es, es menester separar el grano de la paja. De esta suerte, no sorprende que Tiotimolina figure entre los relatos conspicuos de la ciencia ficción sin ir más lejos.

## Cuentos de la serieLa tiotimolina, de Isaac Asimov
1. "Las propiedades endocrónicas de la tiotimolina resublimada" ("The Endochronic Properties of Resublimated Thiotimoline") (1948)
2. "The Micropsychiatric Applications of Thiotimoline" (1953)
3. "La Tiotimolina y la Era Espacial" ("Thiotimoline and the Space Age") (1960)
4. "Tiotimolina hacia las estrellas", o "Tiotimolina para las estrellas" ("Thiotimoline to the Stars") (1973)